# Halti
Muntele Halti (în sami Háldi, în suedeză Haldefjäll), cunoscut în finlandeză  și ca Haltia, Haltitunturi sau Haltitunturi, anterior și Haltiotunturi, aparține lanțului montan Alpii Scandinaviei și se găsește la frontiera dintre Norvegia și Finlanda. Cel mai înalt vârf al muntelui Halti (1.365 m), numit Ráisduattarháldi, se află pe partea norvegiană, într-o zonă delimitată de comunele Nordreisa și Gáivuotna–Kåfjord, la aproximativ un kilometru nord de granița cu Finlanda. Pe una dintre pantele muntelui, în apropierea comunei Enontekiö din Laponia, cea mai nordică regiune finlandeză, se găsește punctul de maximă altitudine din Finlanda (1.324 m). Punctul respectiv (69°18′28.888″N 21°15′53.954″E / 69.30802444°N 21.26498722°E), numit în finlandeză Haldičohkka și marcat de borna de frontieră 303B (Rajapyykki 303B), nu este un vârf în sine, vârful de 1.331 metri aflându-se pe partea norvegiană.

## Geologie
Împrejurimile muntelui Halti până la lacul Saana și rezervația naturală Malla, pe malul lacului Kilpisjärvi, sunt din punct de vedere geologic o zonă de graniță. În colțul extrem al regiunii Käsivarsi, roca de bază din Finlanda, care are o vârstă de câteva miliarde de ani, se îmbină cu roca de bază foarte tânără, veche de 400-600 de milioane de ani, a lanțului Munților Scandinaviei (Kölivuoristo). Roca de bază tânără conține dolomit calcaros care se întâlnește cu ușurință. Cel mai răspândit tip de rocă din zonă este granodioritul, pe lângă care se găsește și granit. Un detaliu deosebit este roca de culoare maroniu-ruginie și foarte zimțată de pe versanții părții superioare a muntelui Halti.

## Linia de frontieră dintre Norvegia și Finlanda
Linia de frontieră a fost stabilită printr-un tratat de graniță suedo-danez din 1734, când Norvegia aparținea Danemarcei și Finlanda făcea parte din Suedia. Tratatul specifică granița punctual, luând în considerare unele caracteristici naturale, cum ar fi munții. Astfel, comisiile internaționale de delimitare s-au deplasat pe linia de frontieră și au plasat borne de frontieră în locurile accesibile. Ulterior, s-a convenit ca granița să fie stabilită prin trasarea unei linii drepte între aceste borne, așa cum era practica obișnuită la acea vreme.
În 2015, topograful norvegian Bjørn Geirr Harsson a adus în discuție ideea de a dona Finlandei vârful Haldičohkka, înalt de 1.331 de metri. El a contactat Ministerul de Externe al Norvegiei cu privire la această chestiune, dar nu a primit inițial un răspuns. În urma unei campanii pe Facebook și publicității la nivel internațional, Ministerul Afacerilor Externe i-a răspuns lui Harsson că donația ar fi împotriva constituției norvegiene, care prevede că teritoriul național este „indivizibil și inalienabil” și că donațiile de terenuri nu fac parte din tradiția nordică.
Municipalitatea norvegiană Kaivuono a preluat ideea lui Harsson și a prezentat o propunere de donație într-o scrisoare adresată prim-ministrului Norvegiei. Municipalitatea justifica donația subliniind că Finlanda este singura țară din lume al cărei cel mai înalt punct nu este o culme sau un vârf de munte, ci o pantă. De asemenea, această soluție ar constitui un exemplu pentru întreaga lume în ceea ce privește rezolvarea disputelor funciare. În plus, zona care ar urma să fie cedată nu deține minerale valoroase, iar suprafața sa este nesemnificativă în comparație cu întregul teritoriu al Norvegiei, suprafața propusă a fi predată fiind de 0,01 kilometri pătrați. Municipalitatea consideră că ar fi mai degrabă o revizuire a liniei de frontieră, ceea ce nu ar constitui o noutate pentru țările nordice. Această donație ar muta granița dintre Finlanda și Norvegia cu aproximativ 40 de metri.

## Zona sacră de formare a poporului sami
Zona Halti a fost dintotdeauna o zonă sacră pentru Sami, datorită condițiilor naturale ale zonei și locației centrale pentru teritoriul ocupat de poporul Sami. Multe dintre corpurile de apă din regiunea Käsivarre provin din Halti. Pâraiele cresc treptat, alimentează lacuri intermediare și formează râuri mici (johka), care se transformă treptat în cursuri principale mari (eno). Apele de suprafață, pe de altă parte, au constituit o rută de transport și o importantă sursă de hrană (pescuit). Pe lângă corpurile de apă, în regiunea Halti cresc cei mai buni licheni din zona montană, ceea ce a fost un punct semnificativ pentru poporul sami, al cărui principal mijloc de existență era creșterea renilor. În plus, prin Halti trece un vechi traseu de transhumanță între zonele de pădure sudice și coasta Oceanului Arctic (Ruija).
Samii aveau destul de multe locuri sacre de cult (seitoja). În lucrarea sa „Seitoja ja seidan palvontaa”, Samuli Paulaharju descrie importanța muntelui Halti pentru sami (Paulaharju folosește termenul „Lappalainen” = lapon): „Întregul munte ar fi putut deveni un mare loc sfânt, mai ales dacă ar fi fost sălașul unui zeu puternic, Seitapahta, Seitáutsi sau vreo altă creastă abruptă unde se făceau sacrificii”. Drept exemplu, Paulaharju menționează Halti. Halti avea o semnificație foarte practică pentru crescătorii de reni Sami, pe care Paulaharju îi descrie astfel: „În nord-vest, la granița cu Norvegia, se află Haldde, un munte venerat de vechii laponi. Vara, când dă lapovița, laponii din Käsivarre se strâng cu renii lor în ținuturile de lângă Haldde, iar laponii curg de pe marele lor munte: Primăvara, renii se despart, / dar apoi Haldii îi adună, / când țânțarii încep să bâzâie”.

## Cartea de oaspeți de pe muntele Halti
Lângă borna de frontieră 303B (Rajapyykki 303B), într-o cutie metalică, există o carte de oaspeți în care fiecare „cuceritor” al muntelui Halti își poate scrie numele. Prima carte a fost adusă la Halti de un trio feminin pe 2 august 1933. Femeile care au luat parte la acea mică expediție au fost Anna Lehtonen - planificatoare și trezorier, Inkeri Arajärvi - care pregătea mâncarea, și Kaarina Kari - fotograf și responsabilă cu cafeaua de dimineață. Cea din urmă a scris cartea Haltin valloitus despre călătoriile cercului său de prieteni în primele zile ale drumețiilor în sălbăticie în Finlanda anilor 1930, din această cauză fiind considerată un pionier al femeilor excursioniste. Echipamentele grele ale expediției, cum ar fi cortul și bagajele, au fost transportate în călătoria pe muntele Halti pe spatele unui ren, iar pe lângă cele trei femei, lapona Piera Roksi, în vârstă de 66 de ani, a participat la călătorie în calitate de îngrijitoare a renului și ghid. Piera nu a fost însă foarte utilă ca ghid: avea cunoștințe despre reni, dar nu și despre regiunea Halti și nici nu putea citi o hartă.
Inițial, cartea de oaspeți se găsea la borna de frontieră 304 și nu la borna 303B, unde se află în prezent, întrucât borna 303B nu exista în anii '30, pe când Rajapyykki 304 fusese înființată în 1764. Când borna de frontieră 303B a fost construită în 1950, în cel mai înalt punct din Finlanda, cartea de oaspeți a fost mutată în noua locație. Rajapyykki 304 (69°18′42″N 21°16′45″E / 69.31167°N 21.27917°E) se află pe muntele Halti, în colțul cel mai nordic al regiunii finlandeze Käsivarsi, în prezent rezervație naturală.
Multă vreme, puțini au fost cei ce s-au încumetat să ajungă până în vârful muntelui Halti, dar în ultimele decenii, odată cu apariția snowmobilului, numărul anual al vizitatorilor a crescut exponențial, aproximativ 5.000 de vizitatori înscriindu-și numele în carte în fiecare an. Pe 25 aprilie 2011 a fost înregistrat al o sută-miilea nume, cel al unui bărbat, Tapio Vaali, un ghid din Ruovetela care a acoperit distanța de la Kilpisjärvi la Halti cu o sanie specifică nordului Scandinaviei (în finlandeză Potkukelkkailija).

## Trasee turistice

140px
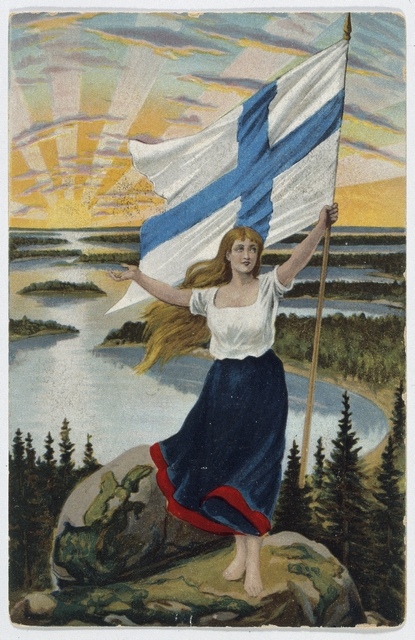

La Halti se poate ajunge pe trasee diferite, pe jos vara și pe schiuri iarna. Dinspre partea finlandeză, cel mai frecvent punct de plecare este Kilpisjärvi, călătoria de-a lungul rutei Kalotti („Drumul craniului”) până la Halti fiind de aproximativ 55 de kilometri. Acest traseu duce pe lângă câteva atracții celebre din parcul natural Käsivarsi, precum masivul Meekonlaakso cu pereții săi abrupți, ciudatul munte Saivaara și impresionanta cascadă Pitsuskönkä. La poalele muntelui Halti, se află o nouă cabană montană. Mulți drumeți ajung la Halti trecând prin rezervația Pitsusjärvi din apropiere, de unde călătoria până în vârful Halti este de aproximativ 12 kilometri de-a lungul rutei Kalotti. Cea mai mare parte a traseului constă într-o ascensiune lejeră și doar ultimii kilometri sunt urcușuri abrupte. Nu este necesar echipament de alpinism pentru a urca pe Halti.
Pe partea norvegiană, puncte de plecare alternative pentru drumeția spre Halti sunt Gálggojávri iarna sau Didnujoki vara. Din ambele, de obicei, ascensiunea urmează cursul râului Didnujoki, mai întâi spre lacul Lossujärvi și apoi în direcția Urtasjokilaakso, spre est, până la râul Pitsusjoki. De acolo, se urmează ruta Kalotti spre nord până la Halti. Al treilea punct de plecare folosit frecvent pe partea norvegiană este Guolasjávri, unde se poate ajunge cu mașina. De la capătul drumului până la Halti sunt mai puțin de zece kilometri.

## Basme și legende locale
Asko Kaikusalo a scris basmul Tarujen tunturit („Poveștile muntelui”). Întâmplările se desfășoară în trecutul mitic, pe vremea când uriașii locuiau în regiunea Käsivarre. În poveste, Halti este descris drept prea-puternicul Halti, lider al giganților. Povestea în sine se concentrează pe nunta lui Saana cu frumoasa Malla, celebrată la biserica Porojärvi. Petitorul rival, suedezul Pältsa, vine la nuntă neinvitat, însoțit de vrăjitorii mării de gheață. Magia lor scapă de sub control, provocând o uriașă avalanșă, care acoperă în cele din urmă toți uriașii. Hääväki fuge, iar Kilpisjärvi se naște din lacrimile Malla-ei și ale mamei sale. În cele din urmă, milenii mai târziu, masele de gheață se topesc, dezvăluind uriașii înghețați. Hainele oamenilor din Laponia care fugiseră cândva de la nuntă au fost sfâșiate de furtună și au acoperit versanții și văile. An după an, în fiecare toamnă, aceeași splendoare coloristică inundă zona, amintind astfel de sărbătorile de nuntă care s-au încheiat atât de dramatic. Povestea a fost, de asemenea, sursa de inspirație a cântecului Haltin häät compus și interpretat în 1976 de Taiska Syksy.

## Galerie de imagini

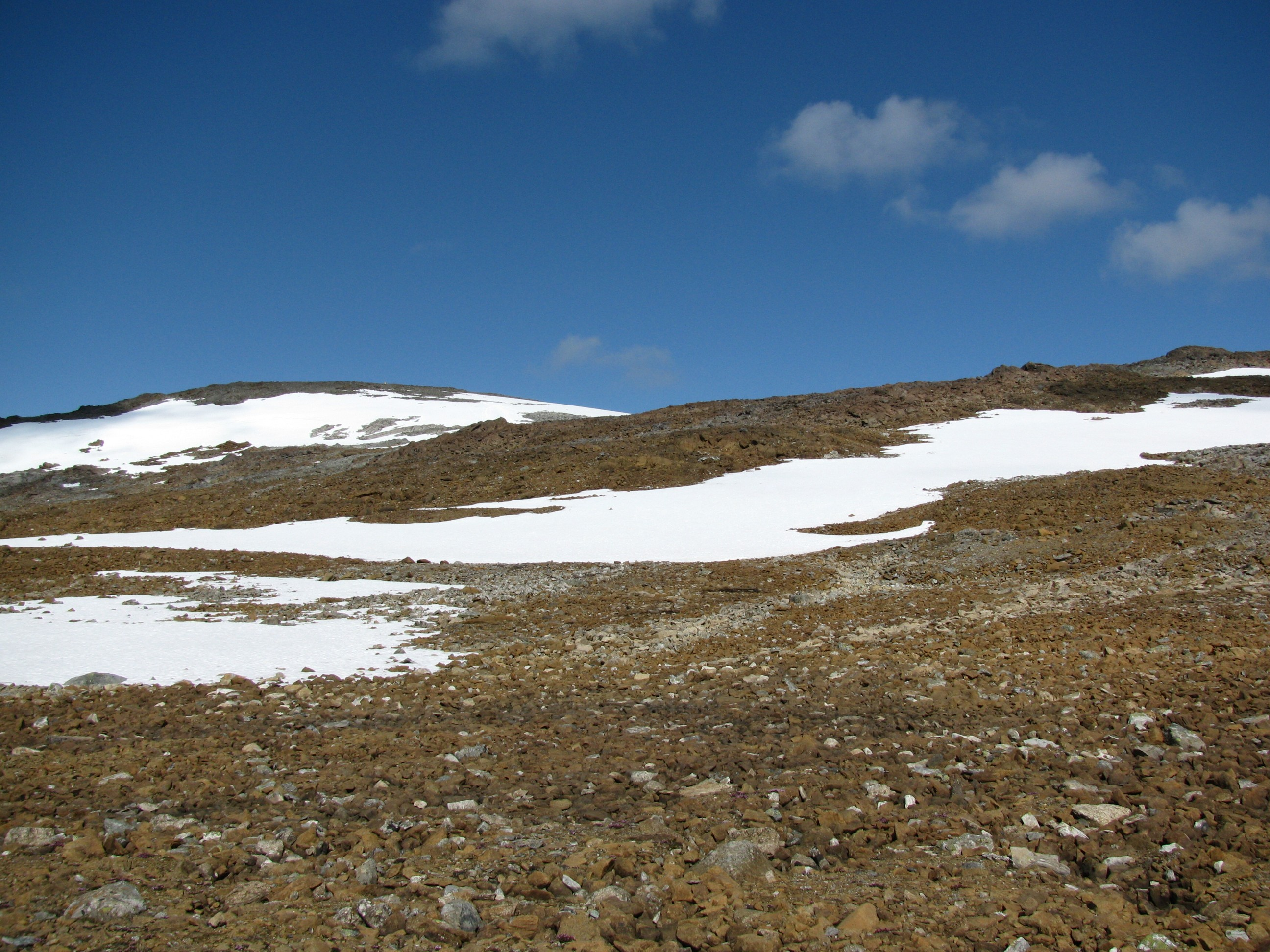
Stânci ruginii pe versantul muntelui Halti
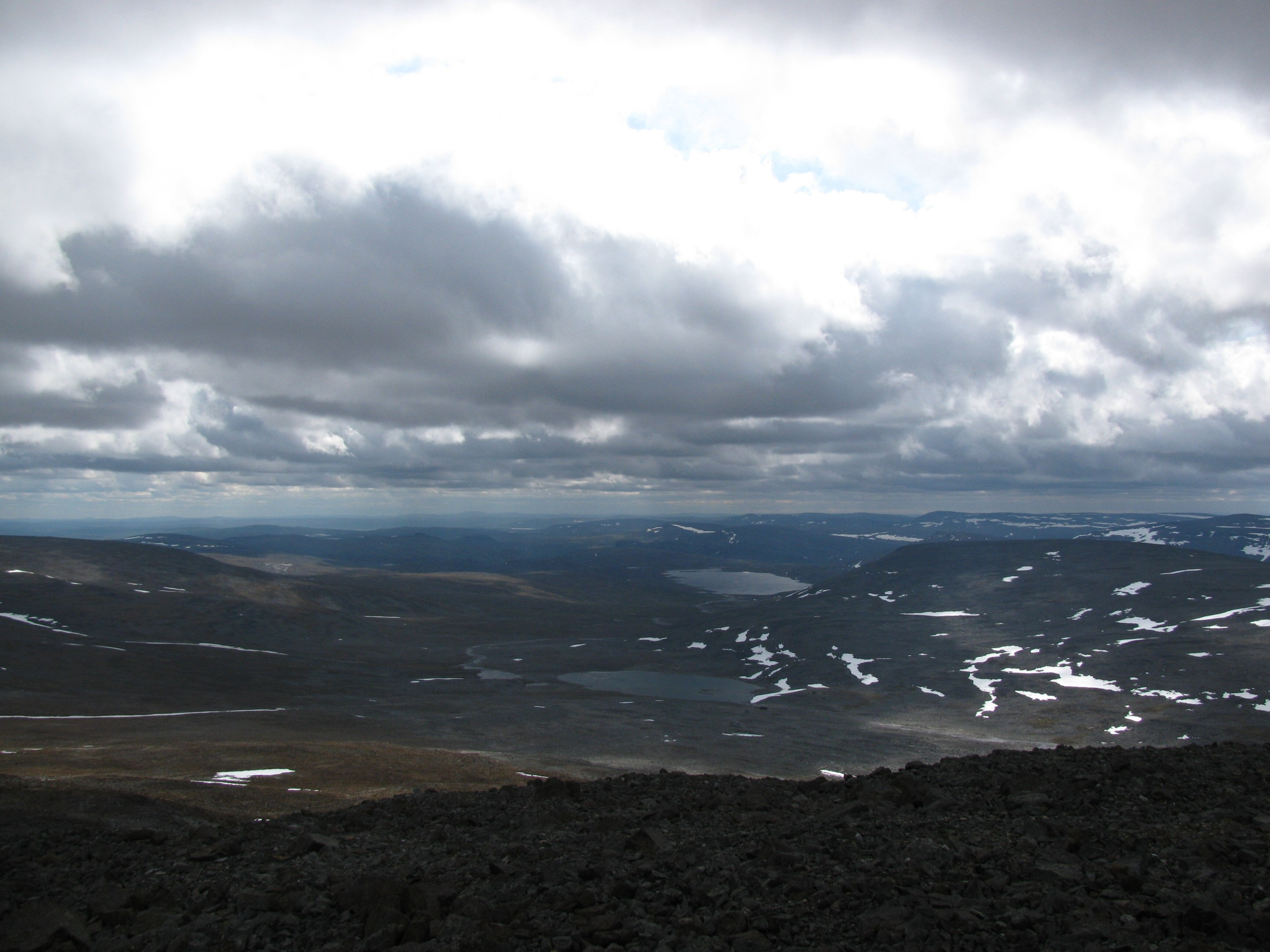
Lacurile Haltijärvi și Pitsusjärvi văzute de pe muntele Halti
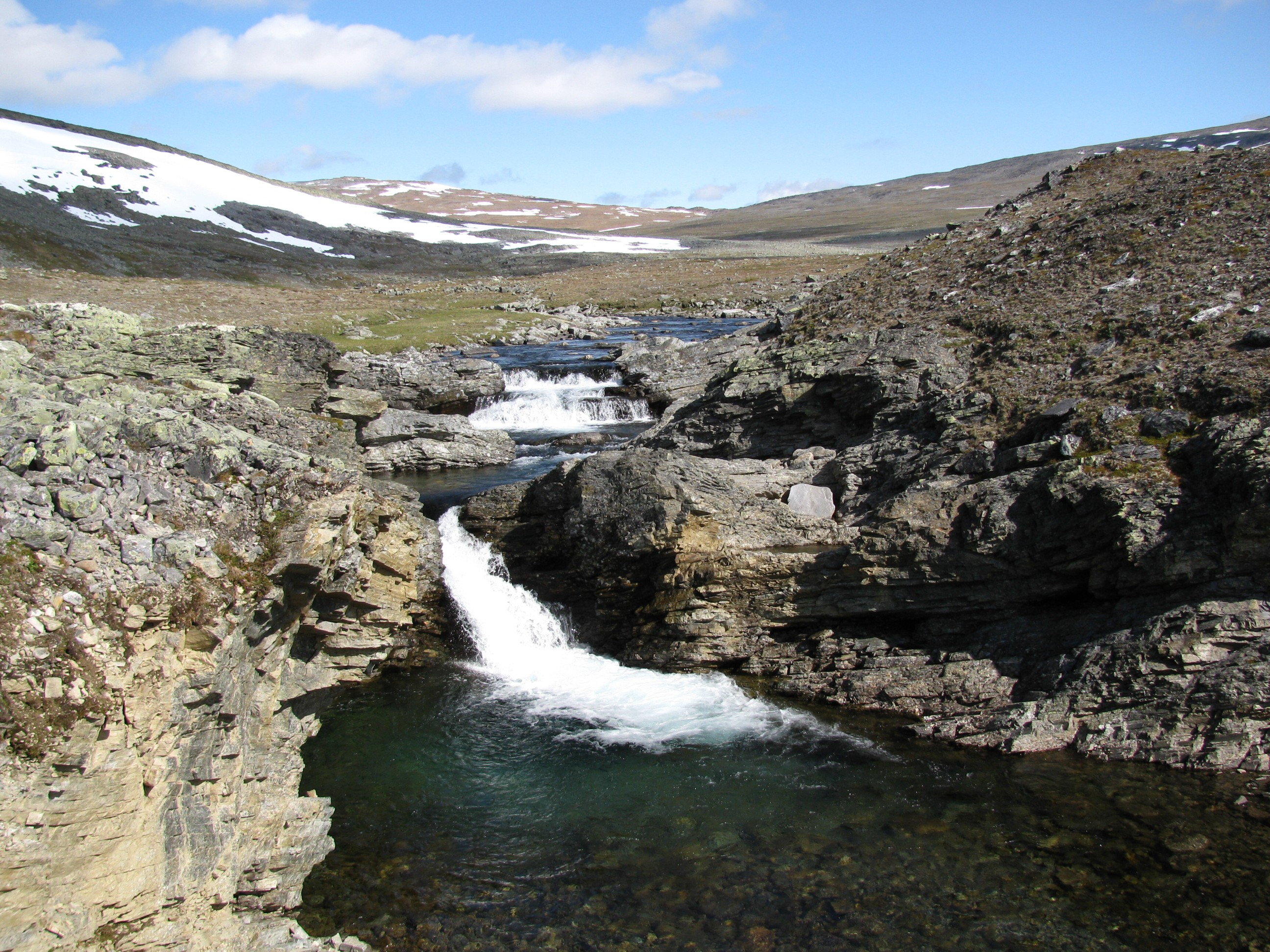
Cascada Govdajohka pe ruta Kalotti („Drumul Craniului”), la sud de Halti
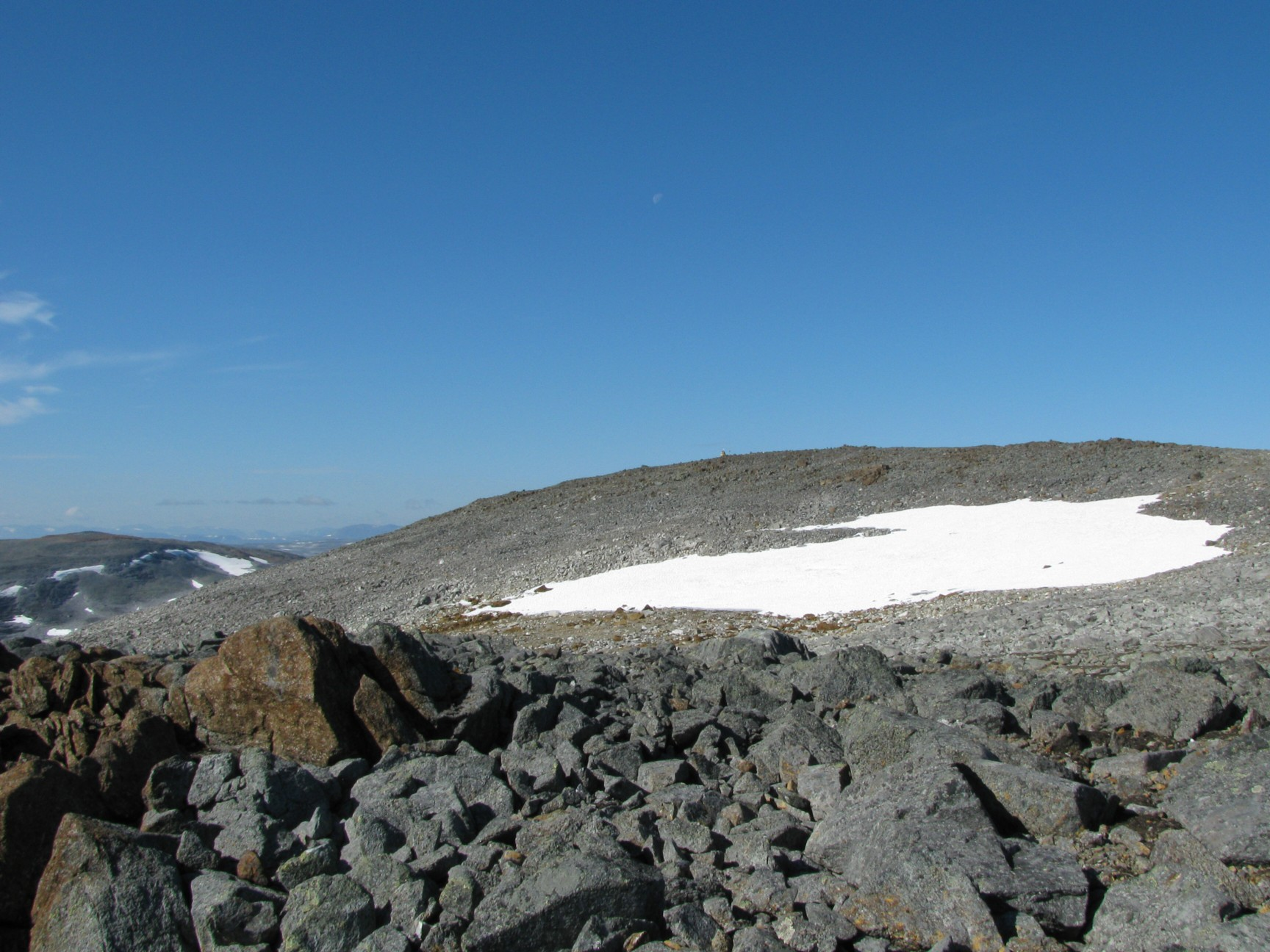
Cel mai înalt punct al Finlandei, Haldičohkka și borna de frontieră 303B (în mijlocul imaginii), văzute dinspre est
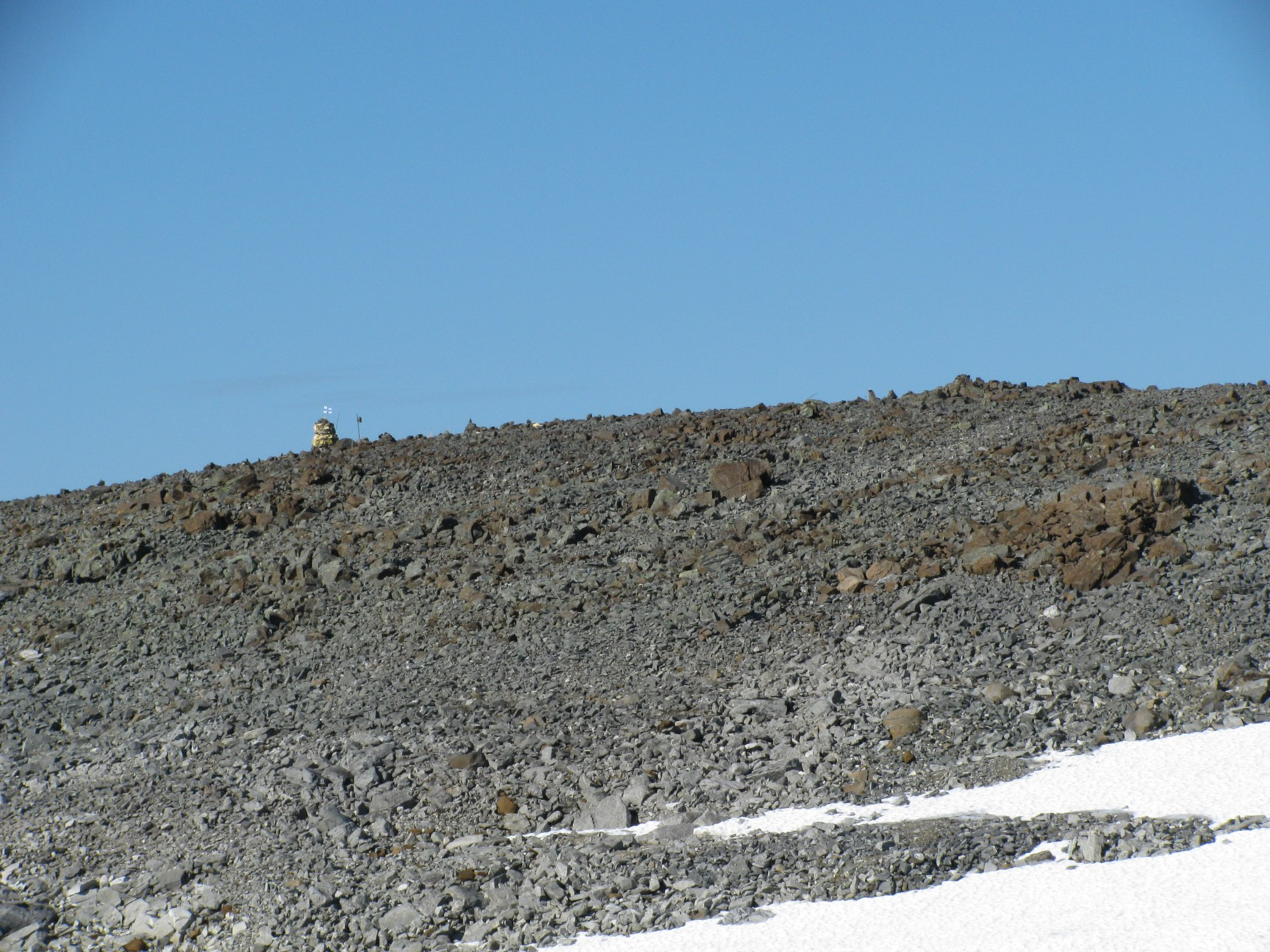
Rajapyykki 303B (borna de frontieră 303B)
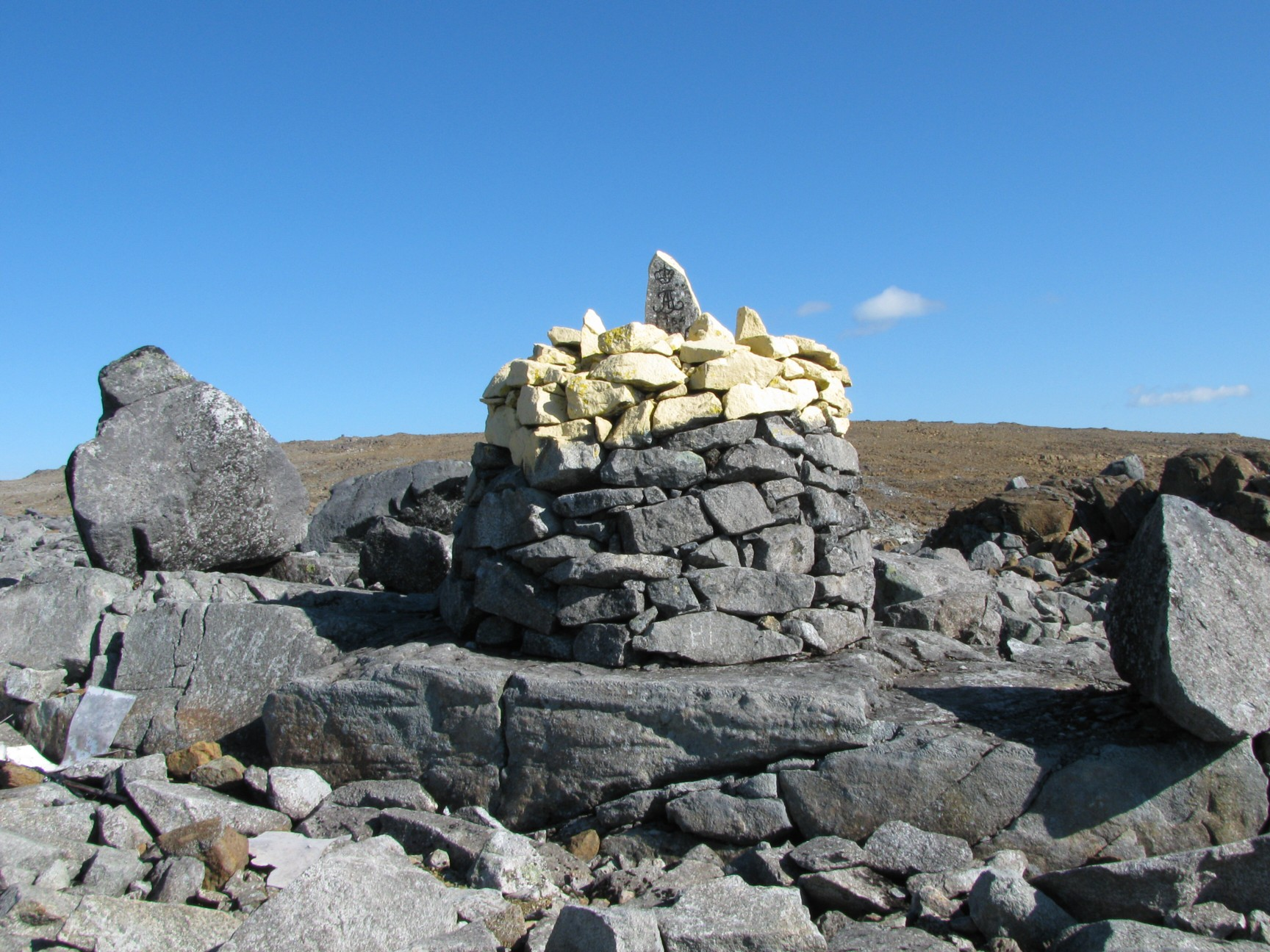
Rajapyykki 304 (borna de frontieră 304) marchează linia de graniță încă din 1764
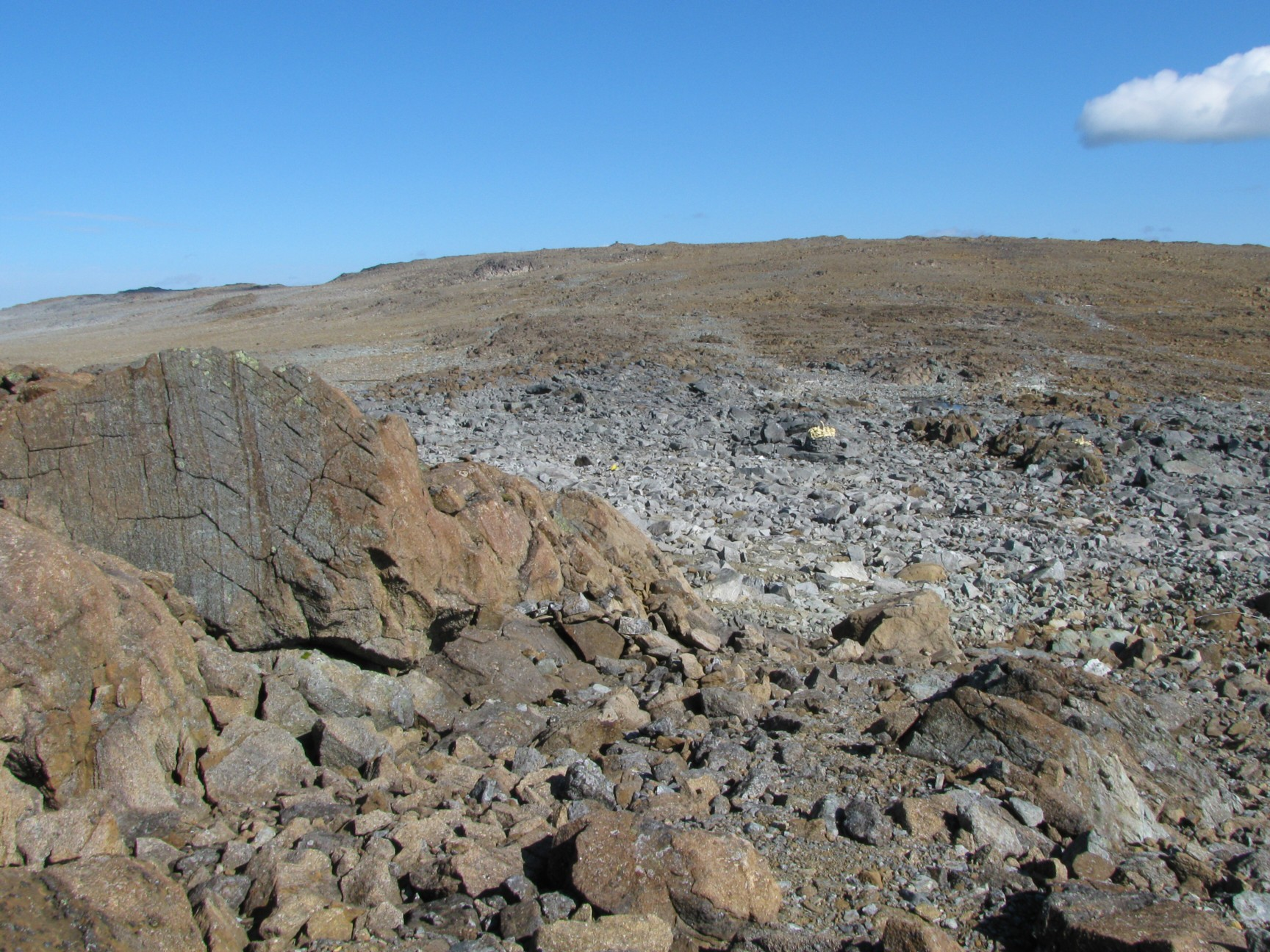
Rajapyykki 304 (borna de frontieră 304) se află într-o mică depresiune a Käsivarre, la aproximativ 680 de metri nord-est de Rajapyykki 303B (borna de frontieră 303B)